# Timisoara Pinto
Timisoara Pinto (Roma, 21 luglio 1976) è una giornalista e conduttrice radiofonica italiana.

## Biografia
Nata a Roma, è lucana di origine Laureata in Scienze della Comunicazione dal 1999 lavora in RAI come esperta musicale, curando e conducendo per la Direzione Radio, per Radio1, Isoradio e Rai International, programmi di ricerca sulla canzone e sul rapporto che essa ha con l'evoluzione del costume e della cultura del nostro Paese e per questo è stata più volte inviata dalla RAI a manifestazioni musicali italiane. Ha collaborato con il quotidiano Il Tempo e con altre testate giornalistiche. È curatrice di alcuni CD della collana "Via Asiago 10".
Dal 2001 collabora con le pagine culturali/musicali de Il Tempo e scrive di musica e spettacoli per alcuni settimanali e mensili.
È autrice della biografia del cantastorie pugliese Enzo Del Re, "Lavorare con lentezza. Enzo Del Re, il corpofonista". È membro della Giuria del Premio Tenco . Per conto della Direzione Radio della Rai, si è occupata della sperimentazione dei nuovi canali web della RAI, WR7, WR8, (ideazione, redazione, conduzione, regia e realizzazione programmi). Attualmente lavora a Radio1. Dal 2009 collabora con il mensile Musica leggera, pubblicato dalla Coniglio editore, e da aprile 2016 con Vinile, rivista edita da Sprea Editori.
Insegna “Ricerca musicale e archivi sonori” nell'ambito del Master in Linguaggi, Produzione e Marketing della Radio (Radio Rai – Università La Sapienza), e “Ricerca, Analisi sulle prassi compositive del repertorio prescelto – arte e musica nel 41º parallelo” nell'ambito del corso di specializzazione componenti orchestra 41º Parallelo.
Ha realizzato, per la collana discografica Via Asiago 10 (Twilight Music / Radio RAI) il CD di Matteo Salvatore La passione secondo Matteo e il cd "My wonderful Nicola" dedicato a Nicola Arigliano. Ha svolto attività editoriale e di ricerca per la realizzazione di libri ed eventi della casa editrice Rai-Eri.
Ha partecipato alla serata-evento Liberiamo Passannante!, al Teatro Palladium di Roma e ha collaborato alle riprese del film Passannante diretto da Sergio Colabona, interpretando anche il ruolo della sorella del protagonista. Per Rai ha curato la direzione artistica dell'omaggio a Rino Gaetano nel 25º anniversario della scomparsa, all'Auditorium di Roma; sempre all'Auditorium Parco della Musica ha presentato la serata di debutto dell'Orchestra delle Donne del 41º Parallelo.
È la curatrice del libro Avanti Pop, i diari del camioncino (ed. Il Manifesto).

## Premi e riconoscimenti
Il 28 dicembre 2010 riceve al Teatro Stabile di Potenza il Premio ANDE (Associazione donne elettrici) "Donna dell'anno", per l'impegno e le azioni delle donne lucane per lo sviluppo sostenibile, l'arte, la cultura e la formazione, le pari opportunità, la giustizia, la solidarietà, l'equità sociale e l'apporto per il buon governo nelle amministrazioni pubbliche".

## Radio
- Scherzi della memoria (RadioUno, Rai)
- Notturno Italiano (Rai International)
- Domenico Modugno Radio Show. (con Cristina Zoppa e Dario Salvatori, RadioUno, Rai)
- Bandiera Gialla: l'anniversario. (con Cristina Zoppa e Dario Salvatori, RadioDue Rai. Con la partecipazione straordinaria di Renzo Arbore e Gianni Boncompagni.
- Di tutto un Pod (RadioUno, Rai)
- Bella la Radio (RadioUno, Rai)
- Radiotracce (RadioUno, Rai)
- Risate di scorta (Isoradio, Rai)
- La Radio nel Pallone (con Luca Purificato, Isoradio, Rai)
- A Nota Libera (Isoradio, Rai)
- Il buongiorno di Isoradio / La buonanotte di Isoradio (Isoradio, Rai)
- Isoday / Isonight (Isoradio, Rai)

- Inoltre, nell'estate del 2009, con Michele Mirabella e Cristina Zoppa, ha condotto su Radio1 "Dunque, dicevamo... frammenti di un discorso radiofonico".

## Opere
- Il libro "Lavorare con lentezza. Enzo Del Re, il corpofonista" di Timisoara Pinto sul sito dell'editore Squilibri.